# Cardamine chilensis
Cardamine chilensis är en korsblommig växtart som beskrevs av Dc. Cardamine chilensis ingår i släktet bräsmor, och familjen korsblommiga växter. Inga underarter finns listade i Catalogue of Life.